# Sydney Tjonadi
Sydney Tjonadi (27 settembre 2006) è una giocatrice di badminton australiana.

## Palmarès
- Campionati oceaniani

Melbourne 2022: bronzo nel torneo individuale e nel doppio femminile.